# Kraśnik Dolny
Kraśnik Dolny (niem. Niederschönfeld) – wieś w Polsce położona w województwie dolnośląskim, w powiecie bolesławieckim, w gminie Bolesławiec.
W latach 1954–1961 wieś należała do gromady Kraśnik Dolny i była siedzibą jej władz. Po jej zniesieniu znalazła się w gromadzie Dąbrowa Bolesławiecka. W latach 1975–1998 miejscowość administracyjnie należała do województwa jeleniogórskiego. Przed II wojną światową wieś posiadała niemiecką nazwę Niederschönfeld.
We wsi był przystanek kolejowy Kraśnik Dolny.

## Położenie
Przez miejscowość przepływa rzeczka Bobrzyca, dopływ Bobru.
W sierpniu 2009 otwarto odcinek Autostrady A4: Zgorzelec-Krzyżowa (długość 51,4 km). Częścią tego odcinka jest MOP 46 Kraśnik Dolny.

## Zabytki
Do wojewódzkiego rejestru zabytków wpisane są:
- zespół kościoła parafialnego z XV-XIX w.:
  - kościół parafialny pw. Najświętszego Zbawiciela, wzmiankowany w 1376, obecna budowla z lat 1470-1485, gruntownie restaurowana w 1874, w wyposażeniu barokowy ołtarz główny i liczne płyty nagrobne[5],
  - cmentarz katolicki przykościelny
  - ogrodzenie z bramką
- cmentarz ewangelicki z aleją lipową, z drugiej połowy XIX w.
- kaplica z dzwonnicą z 1900 r.
- pałac w Kraśniku Dolnym z drugiej połowy XVII w., obecnie dom nr 37,
- dawny młyn (obecnie dom nr 35), murowany, wzniesiony pierwotnie jak wskazują zachowane obramienia renesansowe w końcu XVI w., gruntownie przebudowany w XVIII i XX w.

## Galeria

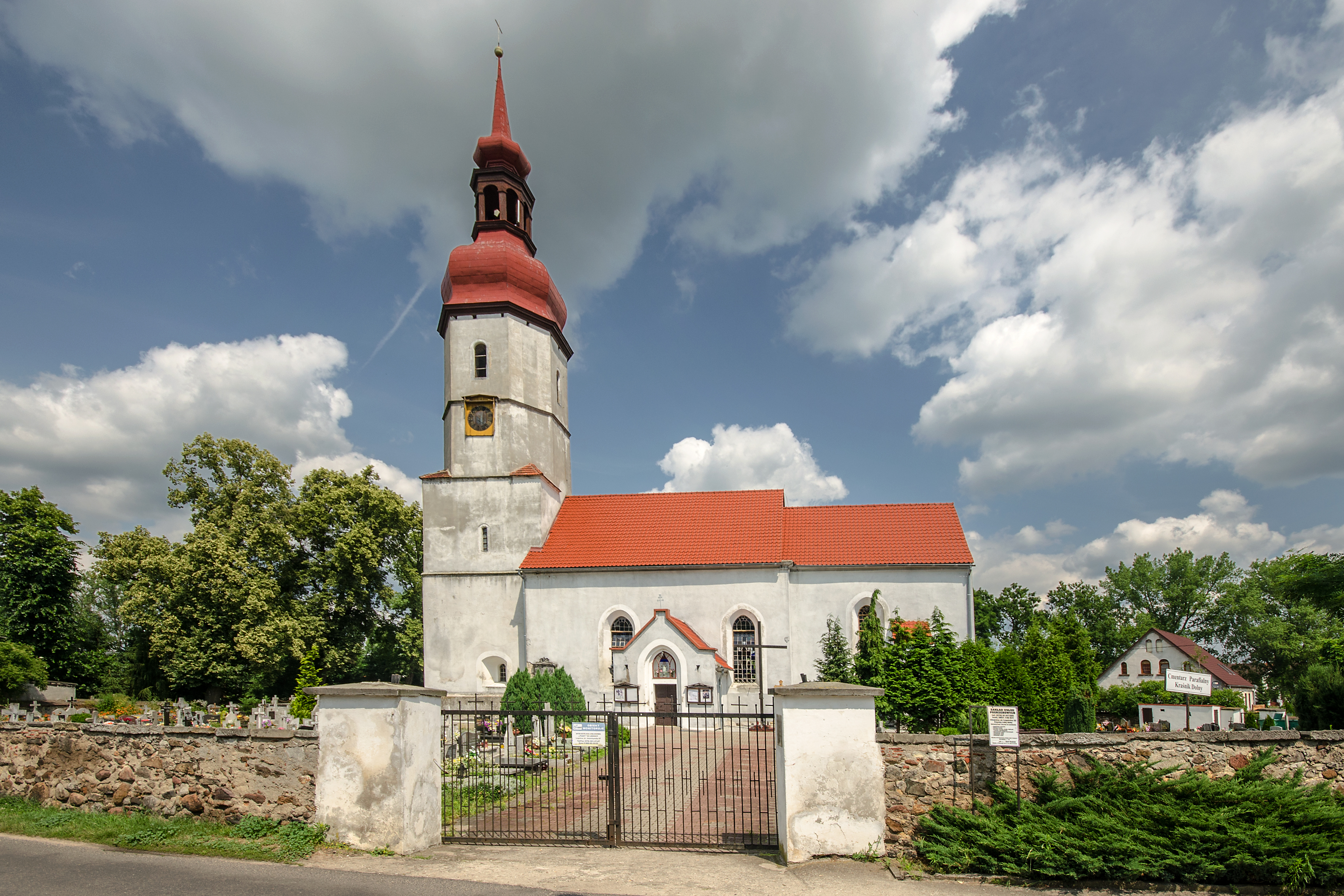
Kościół pw. Najświętszego Zbawiciela
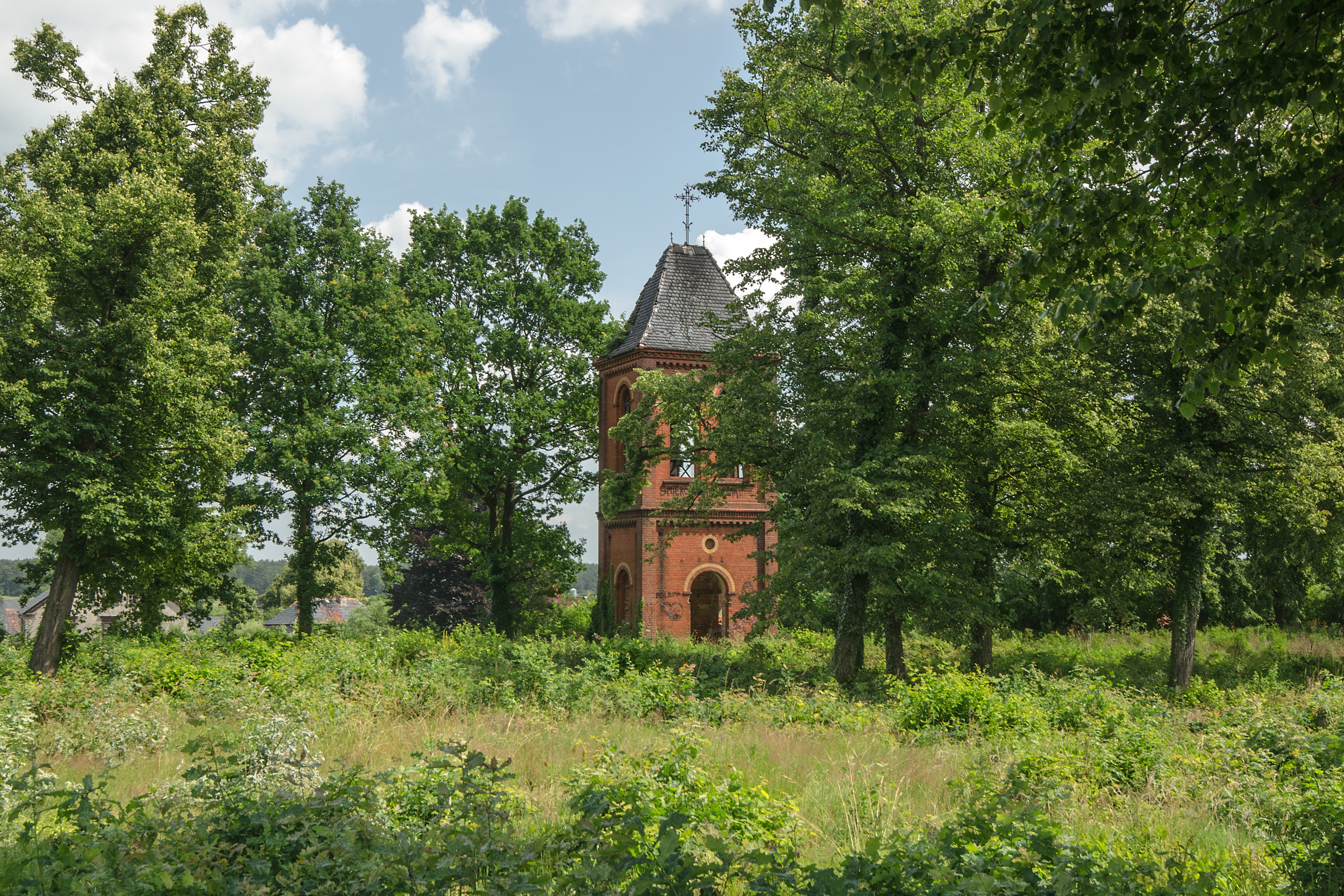
Kaplica
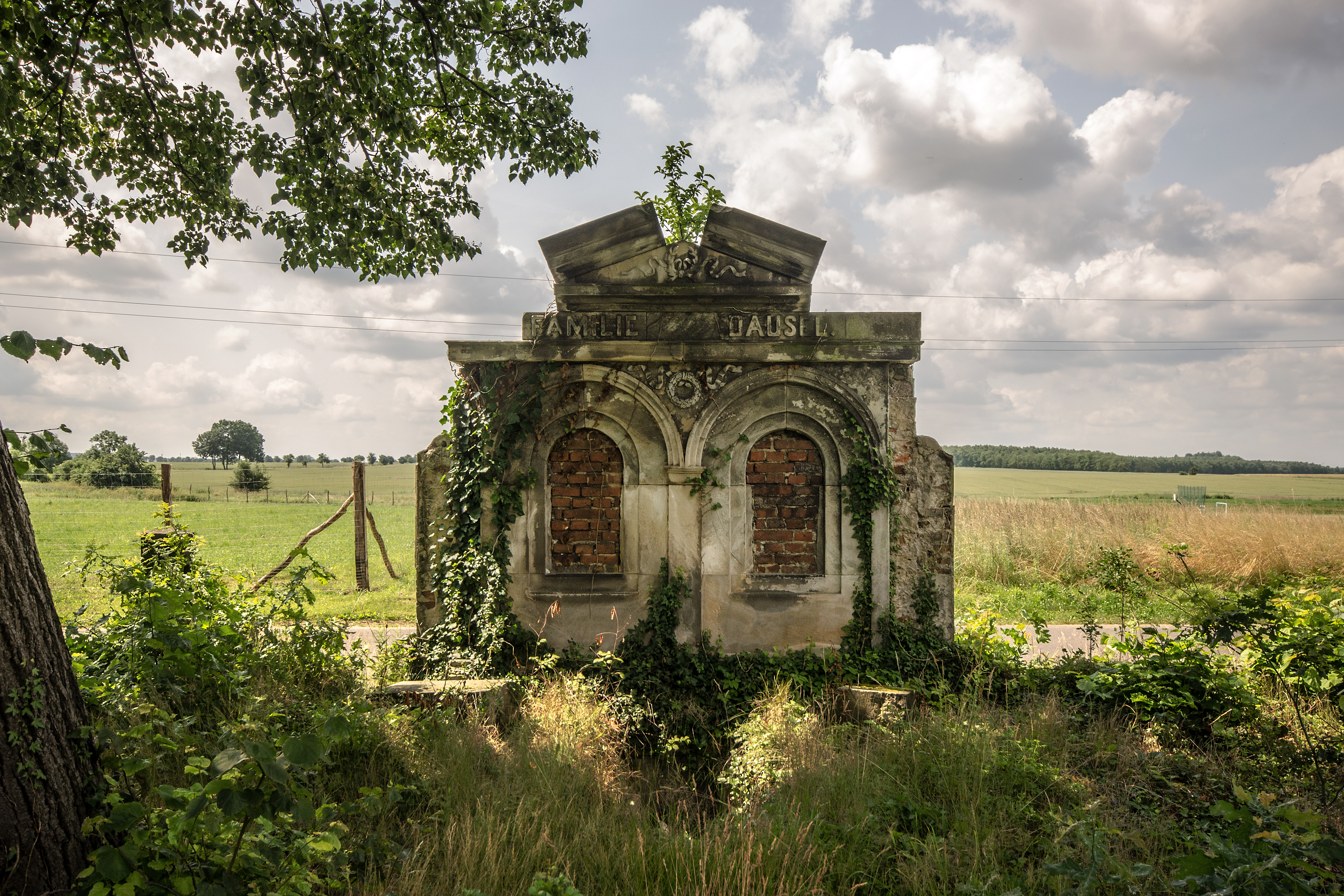
Cmentarz ewangelicki
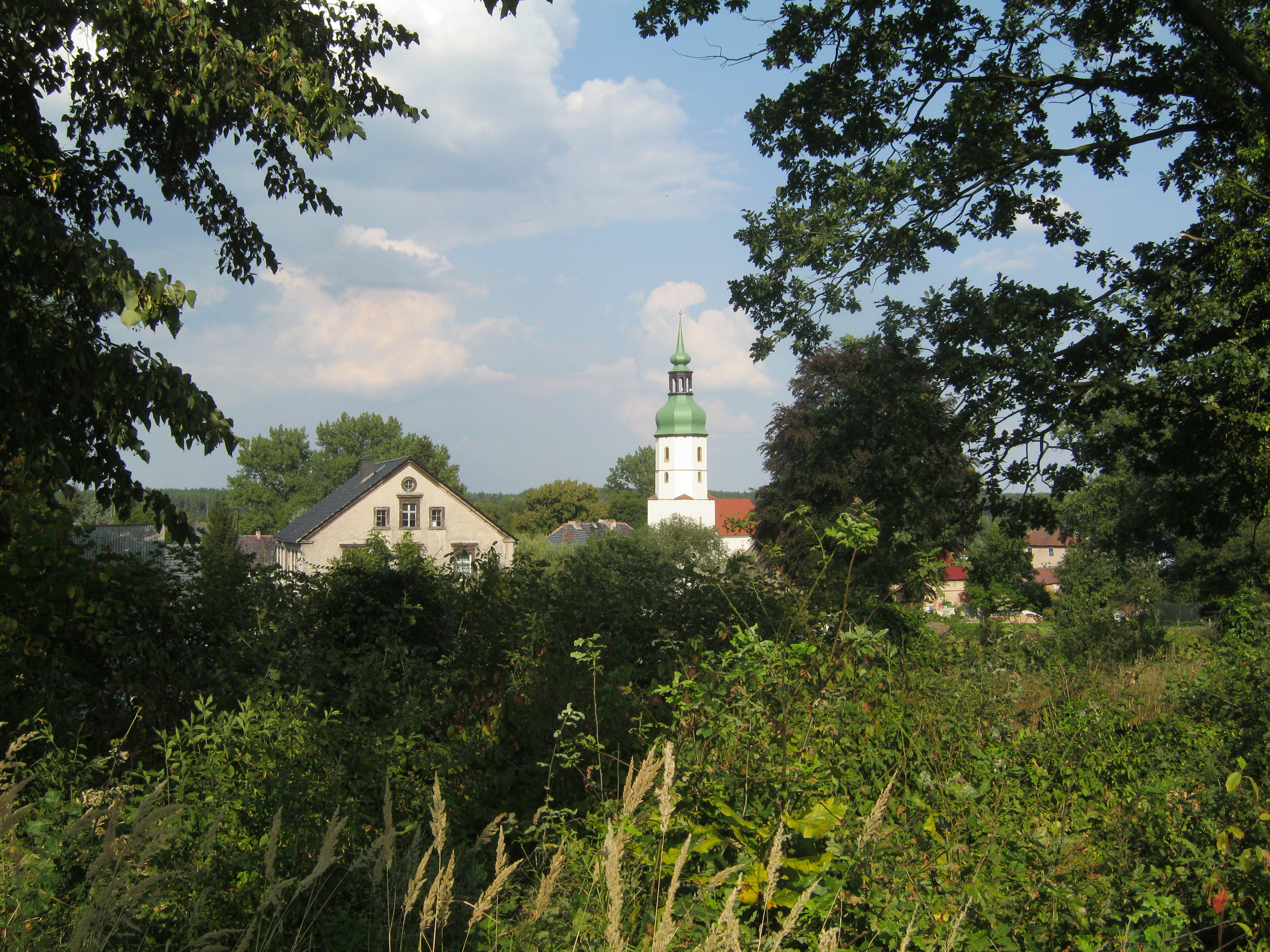
Panorama Kraśnika Dolnego